# Mònica Balsells i Pere
Mònica Balsells i Pere (Reus, 3 d'octubre de 1972) és una empresària i dirigent esportiva catalana que exerceix de presidenta del Reus Deportiu des del 2011, i també ha format part de la junta directiva de la Reial Federació Espanyola d'Hoquei.
L'any 2011 es presentaria a les eleccions a la presidència del Reus Deportiu. Les guanyaria el 25 de novembre de 2011, i va ser reelegida el 2017. Durant els anys de Balsells a la presidència del club, ha disputat diverses finals de gairebé totes les competicions. El títol més important fou la 8a Copa d'Europa de l'entitat, aconseguida el maig de 2020. El 2021 va complir una dècada al càrrec.